# Hällefors oberoende
Hällefors oberoende (HOB) var ett lokalt politiskt parti i Hällefors kommun. Partiet var representerat i kommunfullmäktige 1994–2014. I valet 2006 nådde partiet sitt högsta valresultat på 18,4 % vilket gav 6 mandat. Partiet ställde inte upp i valet 2014 på grund av för få aktiva i partiet, partiet lades sedan ned.

## Valresultat
| År   | Röster | %     | Mandat  | Ref   |
| ---- | ------ | ----- | ------- | ----- |
| 1994 | –      | –     | 1 av 31 | [ 4 ] |
| 1998 | –      | 18,4  | 6 av 31 | [ 5 ] |
| 2002 | 783    | 17,3  | 6 av 31 | [ 5 ] |
| 2006 | 556    | 12,25 | 4 av 31 | [ 6 ] |
| 2010 | 623    | 13,55 | 4 av 31 | [ 7 ] |
| 2014 | –      | –     | 0 av 31 | [ 8 ] |